# Schlesien Journal

Logo des Schlesien Journals

Das Schlesien Journal (poln.: Dziennik Śląski) ist eine deutschsprachige Fernsehsendung in Polen. Sie richtet sich an die deutsche Minderheit und die Bewohner in Oberschlesien, wo schätzungsweise 10 % der Bevölkerung deutsch sprechen. Das Schlesien Journal wird von der Produktionsgesellschaft Pro Futura GmbH im Auftrag der deutschen Minderheit für das öffentlich-rechtliche Fernsehen TVP realisiert.
Das Schlesien Journal startete 1992 beim Sender TVP3 Katowice und wurde anfangs zweimal im Monat für etwa 30 Minuten ausgestrahlt. Es war das erste Programm einer nationalen Minderheit im öffentlich-rechtlichen Fernsehen. 1997 bekam das Schlesien Journal den Deutsch - Polnischen Journalistenpreis. Zwischen 2001 und 2005 wurde der Ableger „Schlesien Journal Jung“ produziert, der sich an die jüngeren Zuschauer richtete. Seit dem 2. August 2010 wurde die Sendung auch auf dem privaten Fernsehsender TVS ausgestrahlt. Dieser sendet u. a. auch über den Eutelsat-Satelliten Hot-Bird, wodurch die Sendung auch erstmals überregional empfangen werden konnte. Noch im selben Jahr wurde die Ausstrahlung über TVS vorübergehend eingestellt. Vom 27. März 2011 bis 14. Mai 2012 wurde die Sendung jedoch auch über den Sender CSB TV ausgestrahlt und ist nach einer kurzen Unterbrechung wieder über Hot Bird zu empfangen. Seit Anfang 2011 werden die Sendungen auch auf YouTube in hoher Auflösung online gestellt. Zuvor wurden einige Monate lang einzelne Folgen in geringer Auflösung für ein paar Wochen online gestellt.
Heute wird das Schlesien Journal wöchentlich auf TVS (Dienstags, 16:40 Uhr und Donnerstags, 6:05 Uhr), TVP3 Opole (Dienstags, 19:45 Uhr) und TVP3 Katowice (Mittwochs, 12:40 Uhr) für 15 Minuten ausgestrahlt. Sie informiert die Zuschauer in deutscher Sprache mit polnischen Untertiteln über deutsche Feste und Kultur in der Region. Moderiert wird die Sendung von Katarzyna Gierszewska und Ewa Wieszołek-Stolz.